# Let

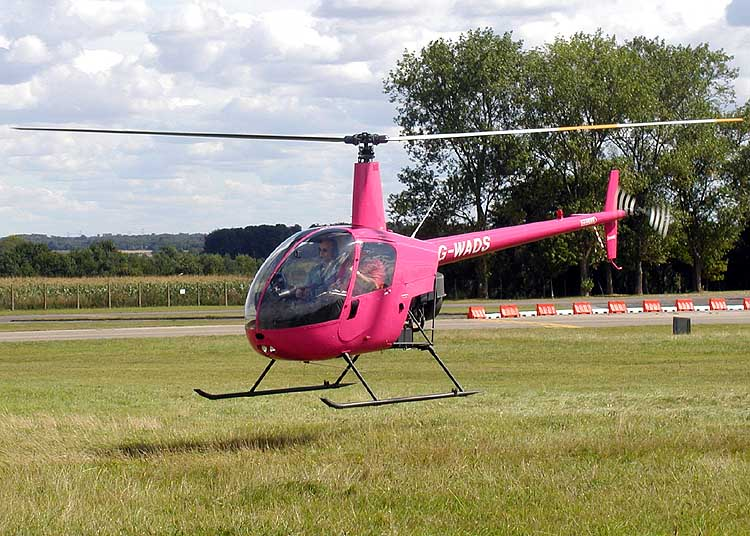
Helikoptéra Robinson R22 Beta

Let je proces, při kterém se objekt vznáší ve vzduchu. Létání může být buď důsledek působení aerodynamicky vytvářeného vztlaku, nebo mohou létat předměty, které jsou lehčí než vzduch. Zvláštním druhem jsou kosmické lety, kdy se objekt pohybuje ve vesmíru nad hranicí zemské atmosféry.

## Létání živočichů
Létají také živočichové. Létání se vyvinulo nezávisle v různých skupinách živočichů. V podkmenu obratlovců létají především téměř všechny druhy ptáků (zde s výjimkou ptáků nelétavých), létavé mohly být i některé formy malých opeřených teropodních dinosaurů (ze kterých postupně v průběhu jurské periody vznikli ptáci). Létají také některé skupiny savců. Jedná se zejména o všechny druhy netopýrů, kaloňů a vampírů, částečně na krátkou vzdálenost také plachtí někteří veverkovití hlodavci (letuchy, šupinatkovití) či ještěři (gekon létavý). Aktivního letu byli schopni dnes vyhynulí plazi skupiny pterosaurů, mezi které patřili i největší létající živočichové všech dob. Podle některých výzkumů byli obří ptakoještěři velmi efektivními letci, schopnými urazit vcelku až kolem 16 000 kilometrů, a to při průměrné rychlosti asi 130 km/h po dobu 7 až 10 dnů (což se však týká spíše rodu Quetzalcoatlus a některých dalších azhdarchidů).
Existují i některé druhy létajících ryb, ale u těch lze hovořit jen o plachtění na krátkou vzdálenost. Nejvíce létajících živočichů však můžeme najít především v říši hmyzu.
Mnozí živočichové létají pouze pasivně, formou klouzavého letu (poletuchy, dráčci a mnozí další).
Vzdušnou cestou se přepravují i někteří bezkřídlí živočichové, například pavouci na pavučinových vláknech, po nichž je pojmenované babí léto.
Člověk může létat pouze s pomocí moderních strojů – letadel, vrtulníků, vznášedel apod.

## Létání strojů

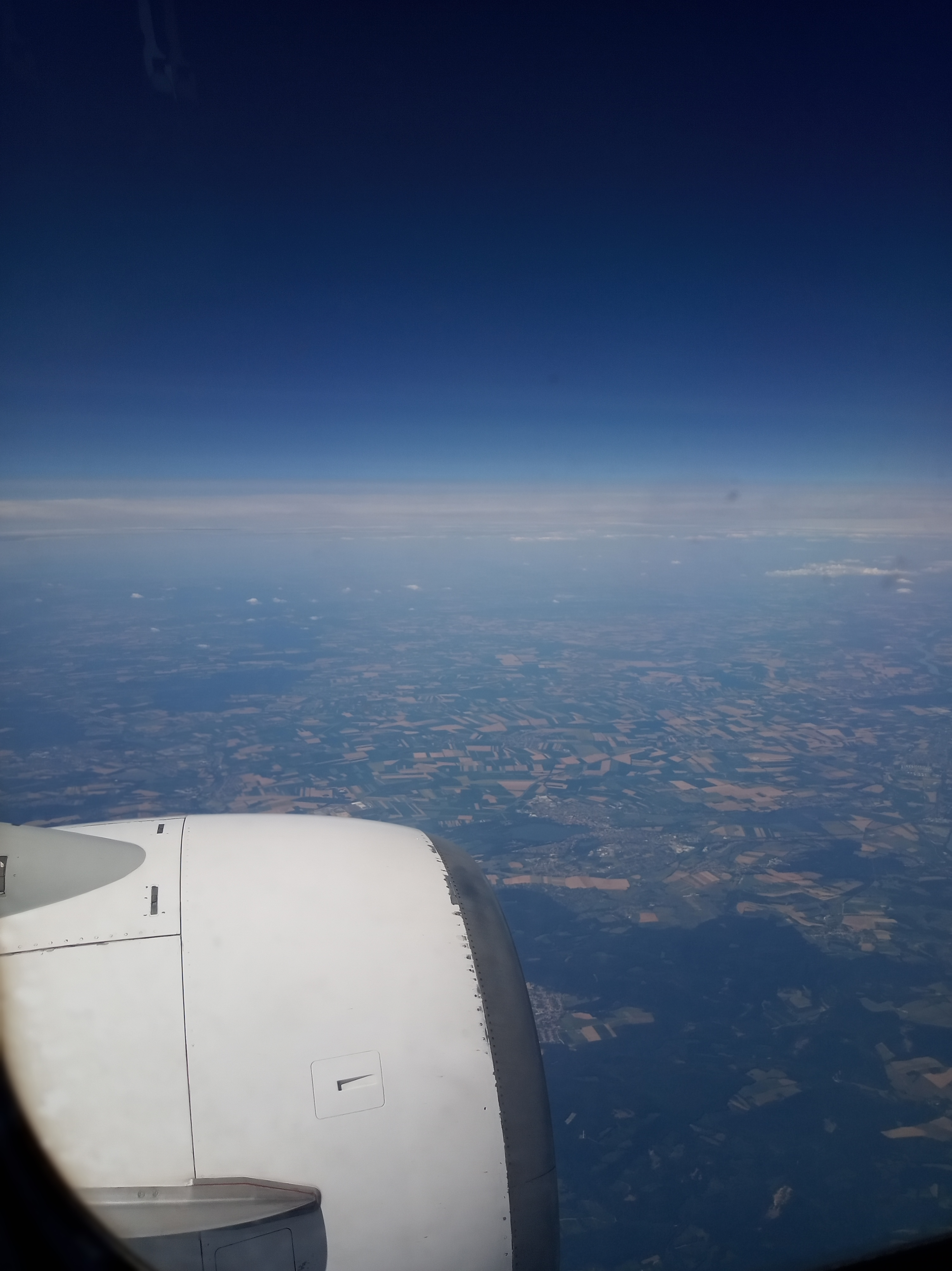
Pohled z dopravního letadla během letu

Létající stroje a zařízení označuje společný název letadlo. Letadly jsou například letoun, vrtulník, vzducholoď či balón.
Ve veřejné linkové dopravě se slovem let označuje též letecký spoj, v letovém řádu identifikovaný číslem letu, které se zpravidla skládá z dvojpísmenného až třípísmenného kódu dopravce a čtyřmístného čísla.

## Létání jiných předmětů
Objemnější a těžší předměty bez vlastního pohonu obvykle létají buď vlivem silného větru (vichřice), nebo jsou-li vrženy či vystřeleny. Let vržených či vystřelených těles studuje balistika.
Pasivní pohyb ve větru je důležitý též pro přenos a šíření pylu či semen nebo plodů některých druhů rostlin, rovněž se větrem snadno přemisťuje listí, prach (polétavý prach), prašný sníh nebo písek a podobně.

## Létání ve fikci
V literatuře a filmu, zvláště v žánru fantasy, science fiction nebo v pohádkách má mnoho postav schopnost létat bez použití jakýchkoliv přístrojů. Často jsou vybaveny pro tento účel různými nadpřirozenými schopnostmi.
- Dumbo – slon, který používá pro létání jako křídla své velké uši
- draci v pohádkách – mají křídla
- Superman – komiksový a filmový hrdina, který létá bez použití jakýchkoliv prostředků
- Pegas – létající okřídlený kůň
- Strýček Fido – pes, který létá pomocí svých uší (z pohádky Tip a Tap)